# Klaus Flouride
Klaus Flouride, pseudonimo di Geoffrey Lyall (Detroit, 30 maggio 1949), è un bassista statunitense.
È famoso come bassista del gruppo hardcore punk di San Francisco Dead Kennedys, di cui fece parte dalla formazione del gruppo nel 1978 fino allo scioglimento nel 1986.

## Biografia
Flouride ebbe la sua prima chitarra elettrica all'età di 13 anni, e negli anni seguenti fece parte di molti piccoli gruppi amatoriali locali, tra cui The Woodsmen, Soche Stompers, The Liberators, The Motor City Malibus, The Spyders e Hook Noose and the Mutations. Nel 1968 la sua famiglia si trasferì a Boston, dove suonò alcuni concerti con i Thursday Parade; durante uno di questi fu notato da Billy Squier, che lo volle nei suoi Magic Terry and the Universe. Questa si rivelò tuttavia una breve parentesi nella carriera di Flouride, che fino al 1977 fece parte di vari gruppi rhythm & blues tra Boston e New York.
Nel 1977 si trasferì a San Francisco, dove incontrò East Bay Ray e Jello Biafra, assieme ai quali decise di formare i Dead Kennedys.
Flouride iniziò a lavorare ad un album da solista dopo la pubblicazione del secondo album dei Dead Kennedys, Plastic Surgery Disasters (1982), che si concluse con la realizzazione del singolo Shortnin' Bread (con The Drowning Cowboy come b-side) nel 1982 e, tre anni dopo, dell'EP Cha Cha Cha With Mr. Flouride.
Dopo lo scioglimento, Flouride ritornò alla sua carriera solista, pubblicando Because I Say So nel 1988 e The Light Is Flickering nel 1991, caratterizzati da uno stile molto distante dall'hardcore dei Dead Kennedys. Inoltre in quel periodo suonò con The Nimrods, The Muskrats, The Five Year Plan e Jumbo Shrimp.
Flouride lavora anche in studio come produttore e mixer e ha lavorato con The Hi-Fives, Ed Haynes, The Manglers, Sloe Gin Shoes, Frank Novicki, Ape, The Neanderdolls, The Legendary Stardust Cowboy, Angst, Tragic Mulatto, The Dicks, Whipping Boy, Bad Posture e Blue Movie. Flouride e i suoi ex compagni di band sono anche stati coinvolti in una lunga battaglia legale con il frontman Jello Biafra per l'attribuzione dei diritti d'autore, che si concluse nel 2000 a favore di East Bay Ray, Flouride, e D. H. Peligro.
Nel 2001, Flouride si riunì a Ray e Peligro sotto il nome Dead Kennedys, con il cantante dei Dr. Know, Brandon Cruz, al posto di Biafra. Jeff Penalty sostituì Cruz nel 2003. La formazione si è sciolta definitivamente nel 2008.
Attualmente Flouride suona con The Go-Going Girls e The Legendary Stardust Cowboy.

## Discografia

### Con i Dead Kennedys
- 1980 - Fresh Fruit for Rotting Vegetables
- 1982 - Plastic Surgery Disasters
- 1985 - Frankenchrist
- 1986 - Bedtime for Democracy

### Con i Muskrats
- 1990 - Acoustic Music Project, compilation
- 1990 - Devouring Our Roots, compilation

### Con The Five Year Plan and David Brian
- Morning

### Con i Jumbo Shrimp
- 1997 - Thingie

### Con i The Legendary Stardust Cowboy
- The Legendary Stardust Cowboy Live in Chicago
- Tokyo
- Hot Tub Teddy

### Da solista

#### Album in studio
- 1985 - Cha Cha Cha with Mr. Flouride
- 1988 - Because I Say So
- 1991 - The Light Is Flickering

### Singoli
- 1982 - Snortin' Bread

### Altri album
- Duckmandu - Fresh Duck for Rotting Accordionists[2]